# زريع
زريع أو شعير واسمها العلمي (Bromus danthoniae) وهي حشيشة حولية يتراوح طولها ما بين 20 - 30 سم أوراقه ذات نصل منبسط وتنتشر في التربة الرملية الطميية وفي شبه الجزيرة العربية والقوقاز وآسيا الوسطى والتبت، زهرته ذات شكل غير محدد وسنبلات معنقة ويزهر عادة ما بين شهري مارس وأبريل.